# 筠连臭蛙
筠连臭蛙（学名：Odorrana junlianensis），一种分布于中国西南地区及老挝、越南等地区的两栖动物，隶属于蛙科臭蛙属。模式产地为中国四川省筠连县。

## 形态特征
筠连臭蛙雄蛙体长76毫米左右，雌蛙体长98毫米左右。身体背部皮肤光滑，一般呈橄榄绿色，散有不规则的棕褐色斑点；四肢背面为浅褐色，具有深褐色横纹；体侧一般为棕黄色或黄褐色，散以深褐色大斑点；身体腹面为浅黄或土黄色，咽、胸部散以深棕色细点。